# Atelier Georg Pollak

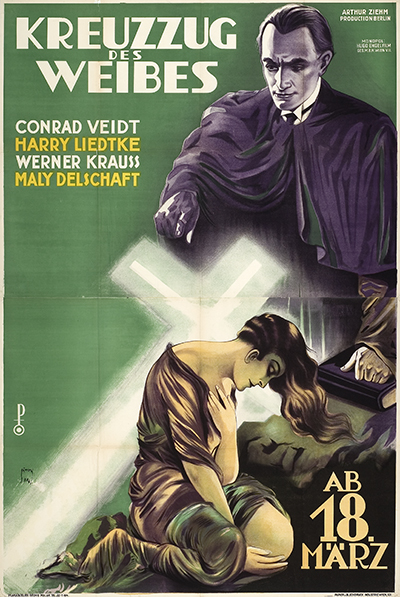
Filmplakat für Kreuzzug des Weibes;
1926; Entwurf: Lipót Sátori im Atelier Georg Pollak

Das Atelier Georg Pollak, auch Atelier Pollak, Plakatatelier Pollak, Pollak Plakatatelier oder
Plakatatelier Georg Pollak, war ein von etwa 1923 bis zur Schließung 1937 in Wien von Georg Pollack unterhaltenes Atelier, das sich auf Plakat-Entwürfe für Filme spezialisiert hatte. Georg Pollak entwarf keine Plakate, jedoch seine Mitarbeiter, die Maler, Grafiker, Plakatkünstler oder Illustratoren wie Anton Ziegler, Rudolf Kerschbaum, Rudolf Bayerl, Robert Schmidt, Monogrammist H, Else Czulik, Margit Doppler oder Lipót Sátori. Das Monogramm des Ateliers bestand aus dem Buchstaben P, darunter ein Strich und ein Kreis.